# Joseph Steffanini di Monte Airone
Joseph Steffanini di Monte Airone (Tione di Trento, 1761 – Verona, 25 gennaio 1821) è stato un militare austriaco. Fu attivo durante le guerre rivoluzionarie francesi e le guerre napoleoniche.

## Biografia
Nacque a Tione, nel Tirolo, nel 1761. Proveniente da una famiglia trentina recentemente nobilitata, si arruolò nell'esercito imperiale all'età di 15 anni, entrando nel reggimento di fanteria Lacy. Negli anni a venire prese parte alla guerra di successione bavarese e alla guerra austro-turca, conflitto al quale partecipò con il grado di primo tenente. Nel 1790 venne promosso capitano. Combatté nelle guerre rivoluzionarie francesi, inizialmente servendo nei Paesi Bassi. Promosso a maggiore nel 1800, passò al recentemente formato 3° corpo di cacciatori tirolesi sotto il tenente maresciallo Chasteler l'anno seguente. Nel 1805 servì il generale Mack durante la campagna di Ulma. Nonostante una buona condotta in alcuni scontri con i francesi, condivise completamente la sorte dell'esercito austriaco, finito prigioniero dei francesi. Due anni più tardi, nel 1807, venne promosso a tenente colonnello e l'anno successivo a colonnello.  Prestò servizio durante la guerra della Quinta coalizione, venendo assegnato all'avanguardia del corpo del generale von Klenau. Si distinse in particolar modo per aver scacciato i francesi da Hirschau, permettendo alle forze austriache di radunarsi a Wernberg. Per quest'impresa fu decorato con il titolo di Cavaliere dell'Ordine militare di Maria Teresa. Dopo il trattato di Schönbrunn si ritirò dall'esercito.
Nel 1813 tornò in servizio, venendo promosso a maggior generale. Fu assegnato ad una brigata nell'armata del generale von Hiller, destinato ad invadere l'Italia, dirigendo l'avanguardia del generale von Radivojevich. Il 4 febbraio 1814, dopo aver preso Verona, partecipò ad uno scontro minore con le truppe franco-italiane del generale Bonnemains a Villafranca. Quattro giorni dopo, invece, prese parte alla battaglia del Mincio. Terminato il conflitto, rimase in Italia. L'anno successivo, in seguito all'inizio della guerra austro-napoletana, comandò le truppe austriache di stanza nelle Marche e prese parte alla battaglia del Panaro del 4 aprile, dove rimase ferito. In seguito all'inizio del collasso delle forze napoletane, fu assegnato al comando di Bologna e vi rimase sino a che le legazioni di Ferrara, della Romagna e della stessa Bologna non fossero tornate sotto il dominio papale. Al termine della guerra, fu assegnato come generale di brigata a Verona, dove morì il 25 gennaio 1821.